# Simone Plessis
Simone Plessis, née le 8 avril 1913 à Dijon et morte le 30 mars 1945 à Ravensbrück, est une résistante et déportée française.

## Biographie
Le père de Simone Plessis est un industriel dans le secteur du bois. Il a sept enfants. En 1930 la faillite de sa banque entraîne la fermeture de l’entreprise. 

### Études
Simone Plessis étudie le droit, elle est diplômée en 1934. 

### Résistance
En 1937 elle est recrutée en qualité de secrétaire au lycée de jeunes filles de Dijon dont Marcelle Pardé est directrice depuis deux ans. Dès les débuts de l’occupation allemande elle est aux côtés de Marcelle Pardé. Membre du réseau Brutus-Vidal, elle est chargée de surveiller des voies de communication et assure aussi le transport de documents en zone sud. En 1943, Simone Plessis est nommée adjointe au chef de secteur de Bourgogne. Elle est chargée de mission troisième classe. Son surnom est "Mademoiselle de Dijon". 

### Arrestation et déportation
Elle est arrêtée à son domicile le 3 août 1944 (le même jour que Marcelle Pardé). Elles arrivent ensemble au camp de Ravensbrück par le « convoi des 57000 ». Elles sont alors séparées et ne se reverront pas. 
En septembre 1944 Simone est transférée à Torgau, puis en octobre à Königsberg et enfin revient à Ravensbrück le 30 mars 1945. Elle meurt ce jour-là : elle s’était cachée dans le camp et est retrouvée morte.

## Honneurs

### Décorations
Simone Plessis est titulaire de décorations attribuées à titre posthume : 
- Chevalier de la Légion d'honneur ;
- Croix de guerre 1939–1945, palme de bronze[4] ;
- Médaille de la Résistance française (décret du 15 octobre 1945)[5].

### Hommages
Une plaque commémorative à la mémoire de Marcelle Pardé et de Simone Plessis a été apposée au 18 rue Condorcet à Dijon, le texte suivant étant gravé :

« Honneur et Patrie. À la mémoire de Marcelle Pardé, directrice du lycée (1935-1945) et de Simone Plessis, sa secrétaire. Officiers des Forces françaises combattantes, déportées en Allemagne et mortes pour la France à Ravensbrück (janvier 1945, mars 1945). Un pays vit tant que ses enfants sont prêts à mourir pour lui. »

Le lycée professionnel Marcelle-Pardé a donné le nom de Simone Plessis à une de ses salles. Au lycée, il est régulièrement rendu hommage à ces deux résistantes.